# シャルル・アレクサンドル・ド・クロイ
シャルル・アレクサンドル・ド・クロイ（フランス語：Charles Alexandre de Croÿ, 1574年 - 1624年）は、アーヴル侯、フォントノワ伯、金羊毛騎士団員、ハプスブルク＝ネーデルラントの軍人で回想録の著者。

## 生涯
シャルル・アレクサンドルは、1574年にアーヴル侯シャルル・フィリップ・ド・クロイ（1549年 - 1613年）とフォントノワ女伯ディアーヌ・ド・ドマルタン（1552年 - 1625年）の息子として生まれた。
軍人となり、アミアン包囲戦（1597年）では救援隊として勤務した。翌年、シャルル・アレクサンドルはイサベル・クララ・エウヘニアとの結婚のためスペインへ向かうオーストリア大公アルブレヒトに同行した。
1601年に精鋭騎兵中隊の隊長となりオーステンデ包囲戦に参加し、1602年には15のオルドナンス部隊（en）の司令官となった。ホーフストラテンの反乱の際には反逆者の人質として11か月間過ごし、その間に回想録を書き始め、死後の1642年に出版された。
1605年5月27日、大公の軍事評議会の委員に任命された。1606年、ロレーヌ公の息子で後継者であるアンリ・ド・バルとマルゲリータ・ゴンザーガの結婚式で大公の代理を務めた。
1617年、2度目の結婚の際に金羊毛騎士団の騎士に任命された。
1619年、2番目の妻の死後、シャルル・アレクサンドルはある男性と出会い関係を持ち始めたが、その男性はしばしば「マーシー」と呼ばれていた。マーシーが結婚していたかどうかは不明であるが、2人は時折公の場に姿を現し、外出時に一緒に同行していた。
三十年戦争の勃発とともに帝国軍に出向し、白山の戦いに従軍したが、1624年に軍務を退いて行政官となった。1624年11月10日、シャルル・アレクサンドルはブリュッセルの自宅の窓辺で射殺されたが、伝えられるところによれば、侮辱されたことへの復讐として小姓の一人により射殺されたという。

## 子女
- マリー・クレール（1605年 - 1664年） - 初代アーヴル女公。同族のフィリップ・フランソワ・ド・クロイ（en, 1609年 - 1650年）と結婚。

## 回想録
- Memoires geurriers de ce qu'y c'est passé aux Pays Bas, depuis le commencement de l'an 1600 iusques a la fin de l'année 1606 (Antwerp, Hieronymus Verdussen, 1642)